# Die Gegenwart (DBSV)
Die Gegenwart ist das monatlich erscheinende Magazin des Deutschen Blinden- und Sehbehindertenverbandes (DBSV). Die Zeitung wurde vom Blinden- und Sehschwachenverband der DDR gegründet, jedoch nach dessen Auflösung nach der Wiedervereinigung 1990 vom DBSV übernommen.

## Die Gegenwart
Die Zeitung richtet sich an blinde und sehbehinderte Menschen oder an solche, die sich mit den Problemen von sehbehinderten und blinden Menschen befassen. In ihr werden nicht nur Erfahrungen ausgetauscht, sondern auch Hilfsmittel vorgestellt, und über Recht beraten.
Es gibt einige ständige Rubriken wie Aus aller Welt, DBSV Nachrichten, Für junge Leute, Sport und vieles mehr.
Auch Veranstaltungen sowie Urlaubsangebote sind erwähnt.
Die Gegenwart erscheint nicht nur als gedruckte Zeitung, sondern auch auf Kassette, als DAISY-Hörbuch und als Punktschriftausgabe.